# Julià Riu i Serra

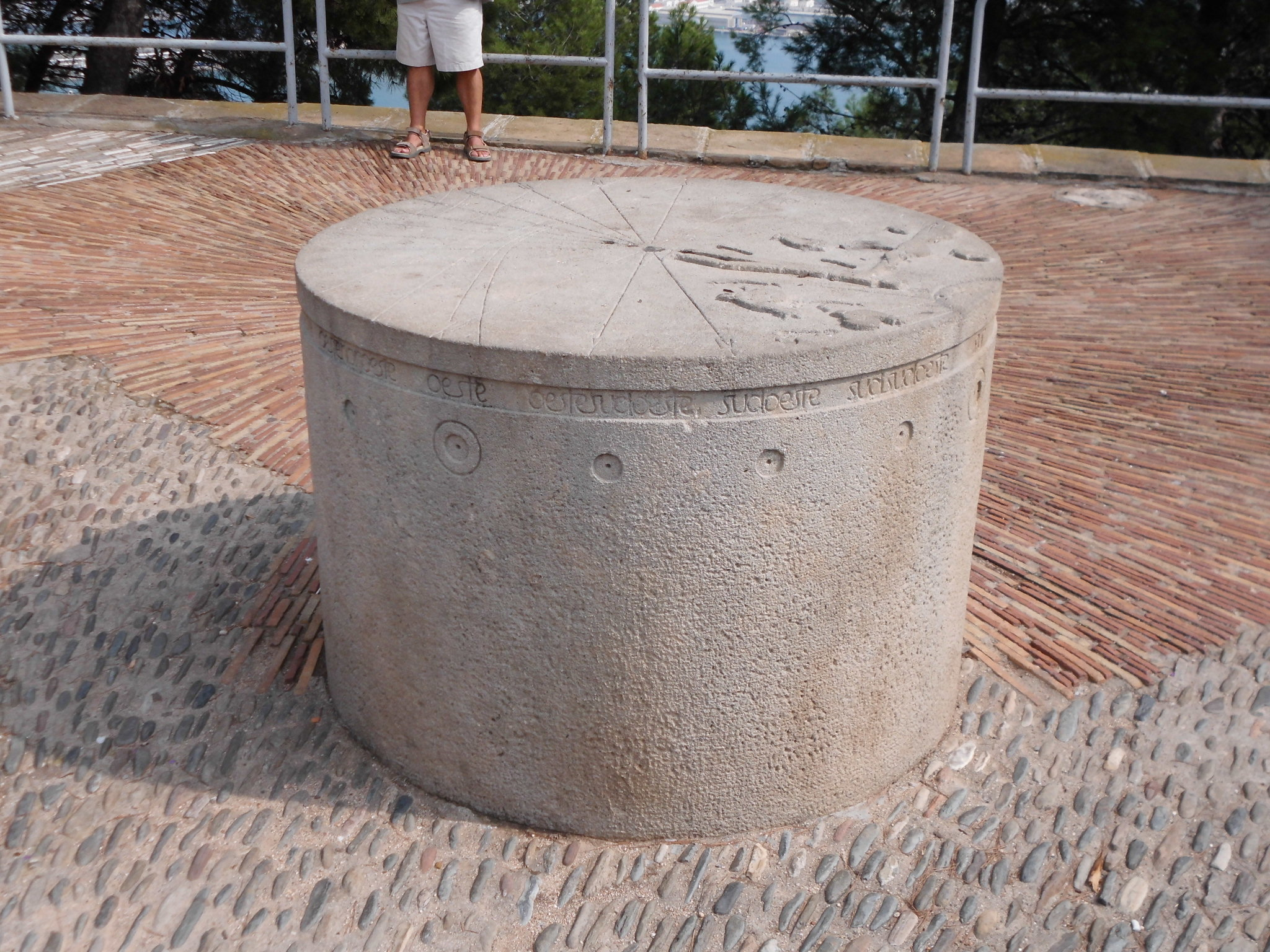
Rellotge de Sol al castell de Montjuïc

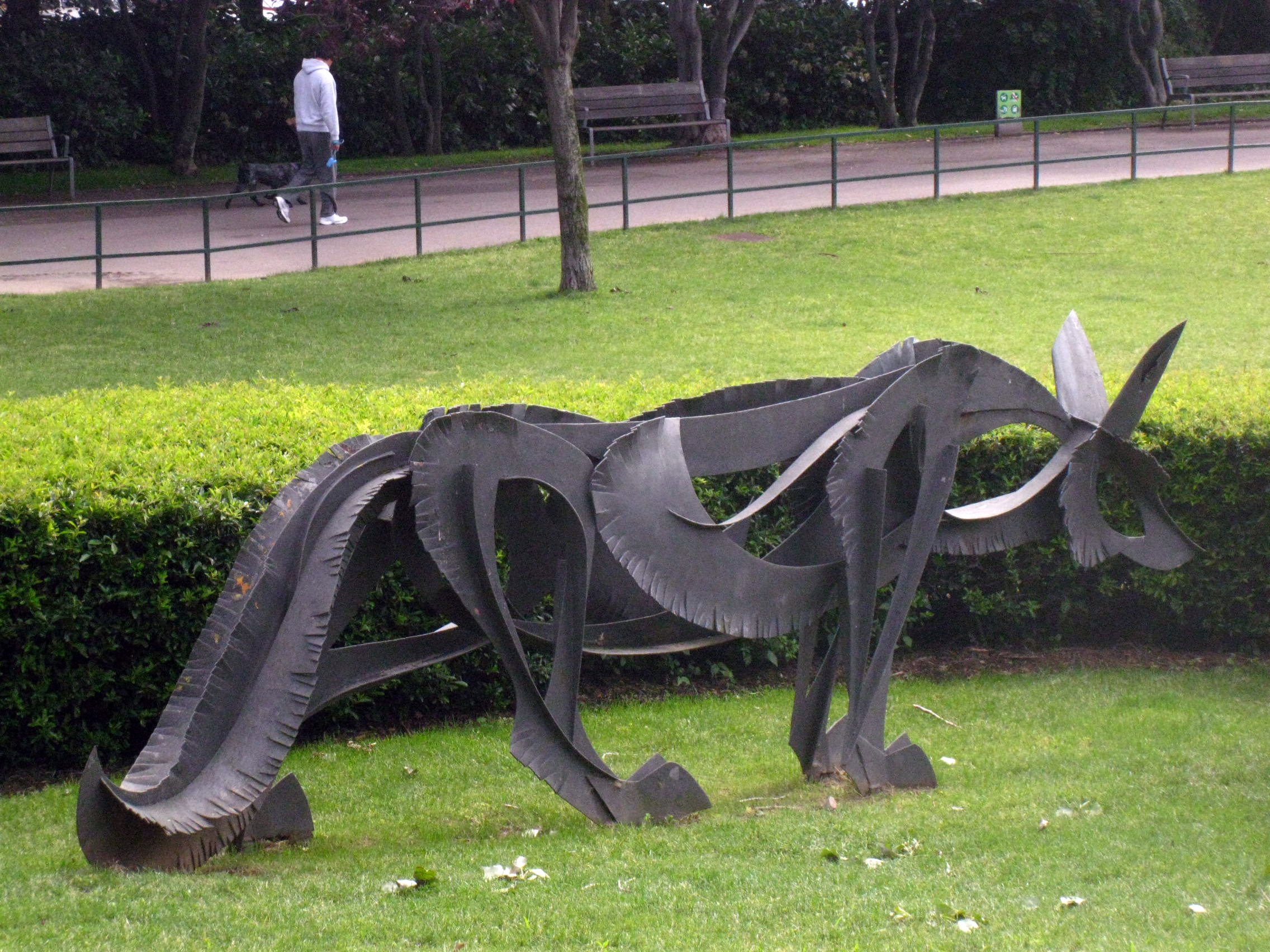
Guineu al parc de la Guineueta

Julià Riu i Serra (Molins de Rei, 1921 - Barcelona, 4 de febrer de 2006) fou un escultor, dibuixant i gravador català.
Va estudiar a l'Escola Massana de Barcelona, on posteriorment va ser professor, entre 1963 i 1985. A la dècada de 1950 va efectuar les seves primeres exposicions, als Salons d'Octubre, a l'Exposició d'Art Religiós del FAD i als Cicles Experimentals d'Art Nou. Va realitzar la seva primera exposició individual a les galeries El Jardín, on va començar a distanciar-se de l'academicisme imperant en els primers anys del franquisme. Al 1952 va ampliar estudis a París, gràcies a una beca de l'Institut Francès. A més d'escultor, es va dedicar al gravat, la xilografia i la il·lustració. Va col·laborar en publicacions de tipus infantil i juvenil com Cavall Fort i Tretzevents, i va il·lustrar diversos contes de la seva dona, l'escriptora Maria Rosa Barrera i Giralt.
Les seves obres mostren una estilització d'aspecte arcaic propera a l'abstracció, entre les quals destaquen diverses obres d'art públic a Barcelona: Monument a Pius XII (1961) a la Plaça de Pius XII, Rellotges de sol (1963) als Jardins del Mirador de l'Alcalde, Guineu (1971) al Parc de la Guineueta. Fora de la ciutat va realitzar un Monument als enginyers forestals, a Berga.